# Tiumeń (piłka siatkowa kobiet)
Tiumeń-TiumGU – żeński klub piłki siatkowej z Rosji. Swoją siedzibę ma w mieście Tiumeń.